# 미나가와 히로테루

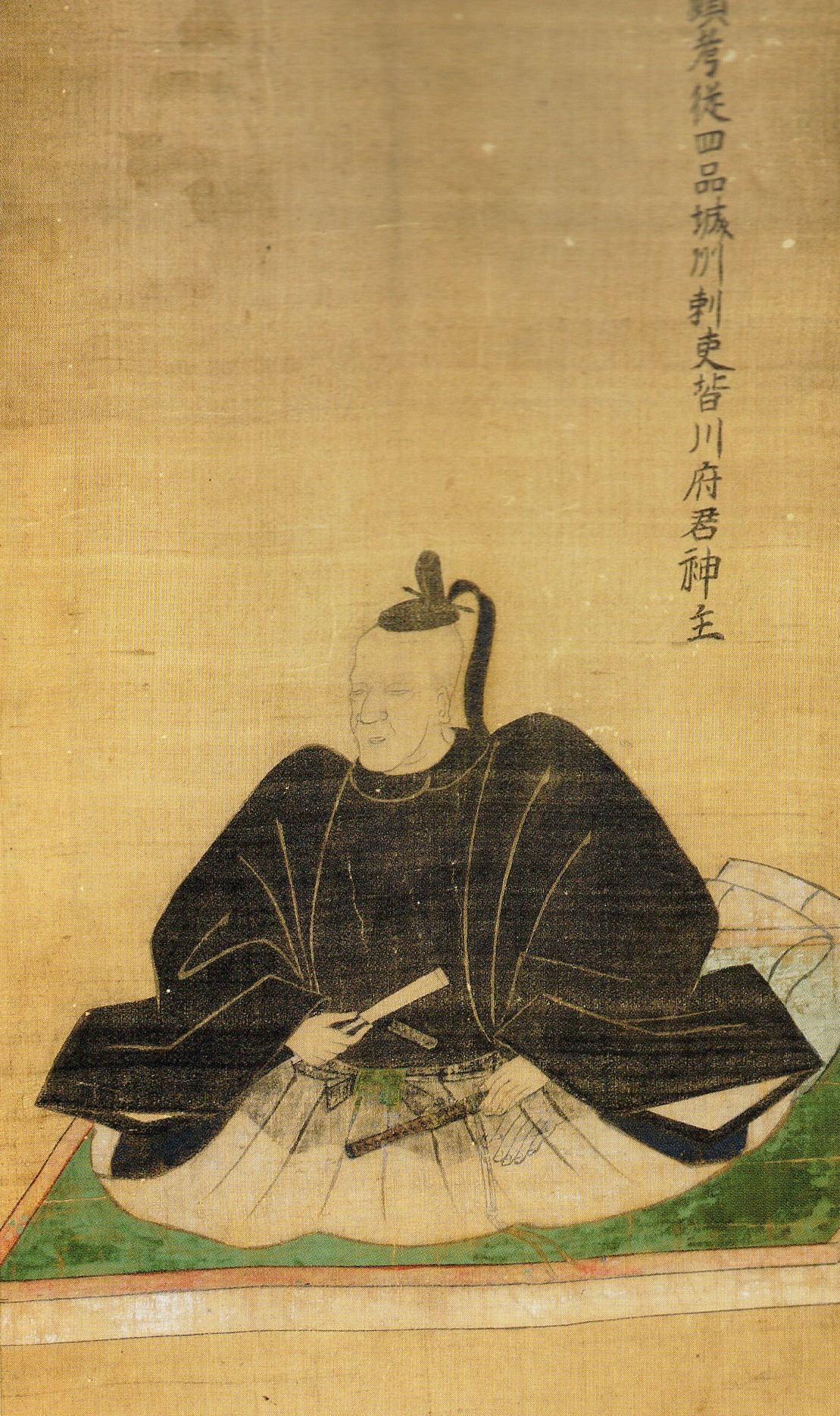
미나가와 히로테루

미나가와 히로테루(일본어: 皆川広照, 1548년 ~ 1628년 1월 28일)는 센고쿠 시대부터 에도 시대 전기까지의 무장, 다이묘이다. 시모쓰케 미나가와 성주, 동국 도치기 성주, 동국 미나가와 번주, 시나노 이야마 번주, 히타치 후추 번 초대 번주를 지냈다.
|  | 미나가와 번 번주 (미나가와가) 1576년 ~ 1603년 | 후임 마쓰다이라 시게노리 |

|  | 이야마 번 번주 (미나가와가) 1603년 ~ 1609년 | 후임 호리 나오요리 |

| 전임 로쿠고 마사노리 | 제1대 히타치 후추 번 번주 (미나가와가) 1623년 ~ 1625년 | 후임 미나가와 다카쓰네 |